# Nœud de Prusik
Le nœud de Prusik ou de Prussik est un nœud autobloquant symétrique.

## Histoire
Ce nœud a été inventé par Karl Prusik (de) en 1931.

## Propriétés
Ce nœud est autobloquant symétrique, ce qui signifie qu'on peut le déplacer sur une corde à la main mais qu'il se bloque tout seul en cas de chute.

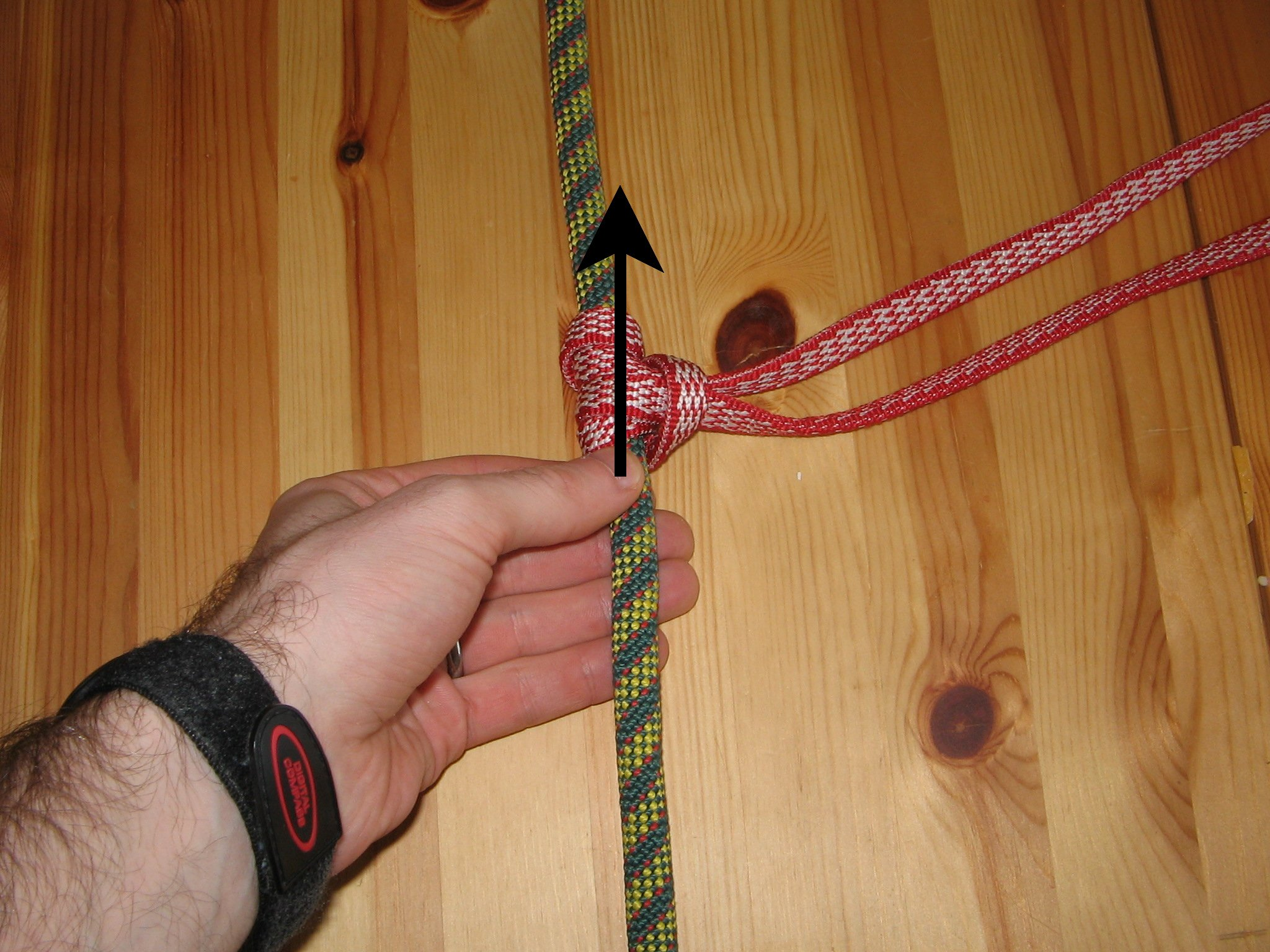
Nœud de Prusik mobile.
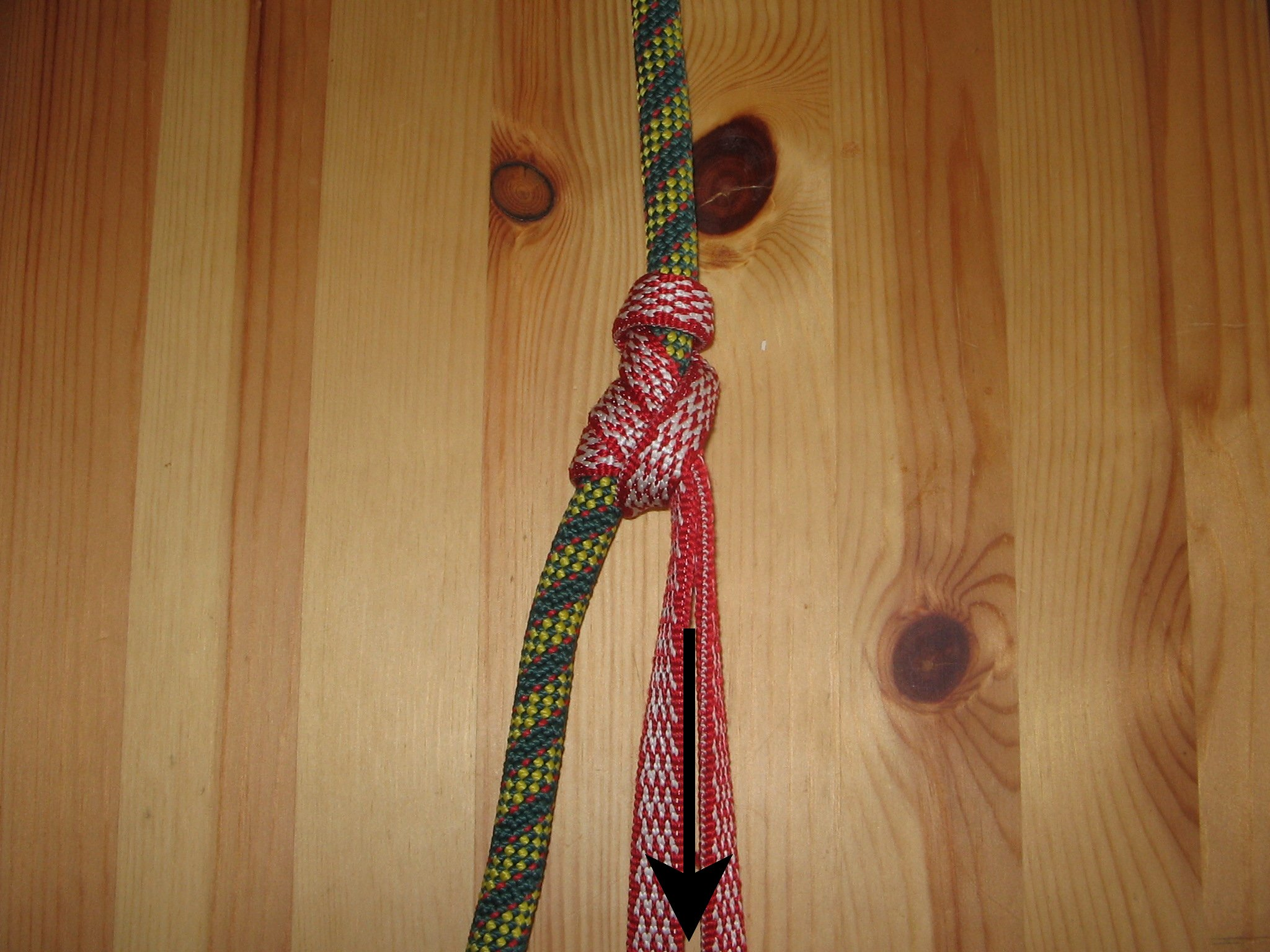
Nœud de Prusik bloqué.

L'utilisation de sangles telles que celles de la photo est déconseillée, car une sangle supporte mal la friction et a un point de fusion plus faible qu'une corde. La tenue du nœud est meilleure avec une corde qu'avec une sangle.
En cas de chute violente, le nœud peut s'avérer difficile à débloquer sans retirer la charge, obligeant alors à utiliser un couteau pour défaire le nœud.

## Utilisations
Ce nœud est utilisé en alpinisme pour l'assurage, la remontée sur corde ou la réalisation de mouflages. Les élagueurs-grimpeurs l'emploient également comme frein de descente avec de la corde résistant à la fusion. C'est également un nœud de secours utilisé en spéléologie pour remplacer une poignée bloquante.
Il peut aussi être utilisé pour attacher une bâche sur une corde, pour, par exemple, couvrir un hamac lors d'un bivouac.

## Dénomination
La plupart des ouvrages traitant de la montagne, de l'escalade ou des nœuds utilisent l'orthographe francisée prussik. Les élagueurs écrivent souvent prussique et les Canadiens l'appellent parfois nœud prussien. Les anglophones le désignent par "Prusik Hitch", à ne pas confondre avec le "French Prusik", qui désignent le noeud de Machard (tel que les français l'appellent).